# Lógica de Hoare
Lógica de Hoare (também conhecida como lógica de Floyd–Hoare ou regras de Hoare) é um sistema formal com um conjunto de regras lógicas para um raciocínio rigoroso sobre a corretude na computação. Proposta em 1969 pelo cientista da computação e lógico britânico C. A. R. Hoare; e subsequencialmente aprimorada por Hoare e outros pesquisadores. A idéia original havia sido idealizada pelo trabalho de Robert Floyd, que publicou um sistema similar para fluxogramas.

## Tripla de Hoare
O aspecto principal da lógica de Hoare é a Tripla de Hoare. A tripla descreve como a execução de uma parte do código muda o estado da computação. A tripla de Hoare é expressa na forma
{\displaystyle \{P\}\;C\;\{Q\}}
onde P e Q são asserções e C é um comando. P é chamado de pré-condição e Q de pós-condição: quando a pré-condição é conhecida, o comando estabelece a pós-condição. Asserções são fórmulas na lógica de predicados.
A lógica de Hoare fornece axiomas e regras de inferência para todas as construções de uma simples linguagem de programação imperativa. Além disso, nas regras para a linguagem simples, das anotações originais de Hoare, regras para construção de outras linguagens foram desenvolvidas desde então, por Hoare e alguns outros pesquisadores. Há regras para concorrência, sub-rotina, salto e ponteiros.

## Corretude parcial e total
A lógica de Hoare padrão proporciona apenas corretude parcial; o encerramento do laço precisa ser provado separadamente. Portanto, a leitura intuitiva da tripla de Hoare é: Sempre que P detém o estado antes da execução de C, então Q deterá posteriormente; ou C não encerra. Note que se C não encerra, então não há "posteriormente"; logo, Q pode ser, sem dúvidas, afirmação. Realmente, podemos escolher Q como falso para expressar que C não encerra.
Corretude total também pode ser provada pela versão estendida da Regra do Laço.

## Regras

### Axioma de declaração vazia
A regra da declaração vazia estabelece que a afirmação skip não muda o estado do programa; portanto, o que detinha verdade antes de skip também deterá verdade após esta afirmação.
{\displaystyle {\frac {}{\{P\}\ {\textbf {skip}}\ \{P\}}}\!}

### Axioma da atribuição
O axioma da atribuição institui que depois da atribuição, qualquer predicado se mantém para a variável que era originalmente verdade no lado direito da atribuição:
{\displaystyle {\frac {}{\{P[E/x]\}\ x:=E\ \{P\}}}\!}
Aqui, {\displaystyle P[E/x]} denota a expressão P em todas as ocorrências livres da variável x que foram substituídas pela expressão E.
O axioma da atribuição indica que a validade de {\displaystyle \{P[E/x]\}} é equivalente à validade na atribuição posterior de {\displaystyle \{P\}}. Portanto, se {\displaystyle \{P[E/x]\}} era verdade antes da atribuição, pelo axioma da atribuição, então {\displaystyle \{P\}} seria verdade subsequente a isso. Reciprocamente, se {\displaystyle \{P[E/x]\}} era falso antes da afirmação de atribuição, {\displaystyle \{P\}} deve ser falso consequentemente.
Isso é equivalente a dizer que para encontrar a pré-condição, primeiro tomamos a pós-condição e substituímos todas as ocorrências no lado esquerdo da atribuição com o lado direito. Cuidado para não tentar executar isso de "trás-para-frente", seguindo a maneira incorreta de pensar:  {\displaystyle \{P\}V:=E\{P[V/E]\}}
Exemplos com triplas válidas incluem:
- {\displaystyle \{x+1=43\}\ y:=x+1\ \{y=43\}\!}
- {\displaystyle \{x+1\leq N\}\ x:=x+1\ \{x\leq N\}\ \!}

O axioma da atribuição proposto por Hoare não se aplica quando mais de um nome pode se referir ao mesmo valor tomado. Por exemplo,
{\displaystyle \{A\}\ x:=2\ \{y=3\}}
não é uma afirmação verdadeira se x e y referem-se a mesma variável, porque nenhuma pré-condição A pode implicar y ser 3 depois que x é atribuído como 2.

### Regra da composição
A regra da composição de Hoare se aplica a programas S e T executados sequencialmente, onde S é executado anteriormente a T; e é escrito S;T (onde P é a pré-condição, R é a pós-condição e Q a condição intermediária):
{\displaystyle {\frac {\{P\}\ S\ \{Q\}\ ,\ \{Q\}\ T\ \{R\}}{\{P\}\ S;T\ \{R\}}}\!}
Por exemplo, considerando as duas instâncias seguintes do axioma da atribuição:
{\displaystyle \{x+1=43\}\ y:=x+1\ \{y=43\}}
e
{\displaystyle \{y=43\}\ z:=y\ \{z=43\}}
Pela regra sequencial, podemos concluir:
{\displaystyle \{x+1=43\}\ y:=x+1;z:=y\ \{z=43\}}

### Regra condicional
{\displaystyle {\frac {\{B\wedge P\}\ S\ \{Q\}\ ,\ \{\neg B\wedge P\}\ T\ \{Q\}}{\{P\}\ {\textbf {if}}\ B\ {\textbf {then}}\ S\ {\textbf {else}}\ T\ {\textbf {endif}}\ \{Q\}}}\!}

### Regra da consequência
{\displaystyle {\frac {P^{\prime }\rightarrow \ P\ ,\ \lbrace P\rbrace \ S\ \lbrace Q\rbrace \ ,\ Q\rightarrow \ Q^{\prime }}{\lbrace P^{\prime }\ \rbrace \ S\ \lbrace Q^{\prime }\rbrace }}\!}

### Regra do laço
{\displaystyle {\frac {\{P\wedge B\}\ S\ \{P\}}{\{P\}\ {\textbf {while}}\ B\ {\textbf {do}}\ S\ {\textbf {done}}\ \{\neg B\wedge P\}}}\!}
Aqui P é a "invariável de laço". 

### Regra do laço para corretude total
{\displaystyle {\frac {<\;{\textrm {is\ well-founded,}}\;[P\wedge B\wedge t=z]\ S\ [P\wedge t<z]}{[P]\ {\textbf {while}}\ B\ {\textbf {do}}\ S\ {\textbf {done}}\ [\neg B\wedge P]}}\!}
Nesta regra, além de manter a invariável de laço, também fornecemos encerramento pela forma do termo, chamado variável de laço, aqui t, cujo valor decai estritamente com respeito à relação bem-fundada durante cada iteração. Note que, dado invariável P, a condição B deve implicar que t não é elemento minimal do seu escopo; caso contrário, a premissa desta regra seria falsa. Porque a relação "<" é bem-formada, cada passo do laço é contado por membros decrescentes de uma sequência finita. Também pode-se notar que colchetes são usados aqui, em lugar de chaves, para denotar corretude total. Ou seja, pode-se definir encerramento bom como corretude parcial (essa é uma das várias notações para corretude total).

## Exemplos
| Exemplo 1                       |                              |                                      |                                                                  |
| {\displaystyle \{x+1=43\}\!}    | {\displaystyle \ y:=x+1\ \!} | {\displaystyle \{y=43\}\!}           | (Axioma da atribuição)                                           |
|                                 |                              |                                      | {\displaystyle (x+1=43\Leftrightarrow x=42)}                     |
| {\displaystyle \{x=42\}\!}      | {\displaystyle \ y:=x+1\ \!} | {\displaystyle \{y=43\land x=42\}\!} | (Regra da consequência)                                          |
| Exemplo 2                       |                              |                                      |                                                                  |
| {\displaystyle \{x+1\leq N\}\!} | {\displaystyle \ x:=x+1\ \!} | {\displaystyle \{x\leq N\}\ \!}      | (Axioma da atribuição)                                           |
|                                 |                              |                                      | ({\displaystyle x<N\implies x+1\leq N} para x, N tipos inteiros) |
| {\displaystyle \{x<N\}\!}       | {\displaystyle \ x:=x+1\ \!} | {\displaystyle \{x\leq N\}\ \!}      | (Regra da consequência)                                          |